# Fed Cup 2012 – baráž 1. skupiny Americké zóny
Baráž 1. skupiny Americké zóny ve Fed Cupu 2012 představovala čtyři vzájemná utkání týmů na základě jejich umístění v blocích A a B. Vítěz zápasu družstev z prvních příček postoupil do baráže o účast ve Světové skupině II pro rok 2013. Družstva, která se umístila na čtvrtém a pátém místě obou bloků spolu sehrála vzájemný zápas, z něhož poražený sestoupil do 2. skupiny Americké zóny pro rok 2013. Čtvrtý z bloku A se utkal s pátým z bloku B a naopak.
Hrálo se 4. února 2012 v areálu Graciosa Country Clubu brazilského města Curitiba na otevřených antukových dvorcích. 

## Pořadí týmů
| Poř. | Blok A      | Blok B    |
| ---- | ----------- | --------- |
| 1.   | Argentina   | Kolumbie  |
| 2.   | Kanada      | Paraguay  |
| 3.   | bez soupeře | Brazílie  |
| 4.   | Peru        | Venezuela |
| 5.   | Bahamy      | Bolívie   |

## Zápas o postup
Vítězné týmy bloků sehrály zápas o postup do baráže Světové skupiny II pro rok 2013.

### Argentina vs. Kolumbie
| | Argentina | 2 :                                            | 0   | Kolumbie |     |            |
| --- | --------- | ---------------------------------------------- | --- | -------- | --- | ---------- |
| Graciosa Country Club, Curitiba, Brazílie 4. února 2012 antuka (venku) |           |                                                |     |          |     |            |
| \| \| \| \| 1. \| 2. \| 3. \| \| \| -- \| \| ---------------------------------------------- \| --- \| --- \| --- \| ---------- \| \| 1. \| \| Paula Ormaecheaová Catalina Castañová \| 6 2 \| 6 4 \| \| \| \| 2. \| \| Florencia Molinerová Mariana Duqueová Mariñová \| 3 6 \| 6 2 \| 6 1 \| \| \| 3. \| \| \| \| \| \| nehrálo se \| \| \| \| \| \| \| \| \| \| \| \| \| \| \| \| \| \| \| \| \| \| \| \| \| \| \| \| \| \| \| \| \| \| \| \| \| \| \| \| \| |           |                                                |     |          |     |            |
| |           |                                                | 1.  | 2.       | 3.  |            |
| 1. |           | Paula Ormaecheaová Catalina Castañová          | 6 2 | 6 4      |     |            |
| 2. |           | Florencia Molinerová Mariana Duqueová Mariñová | 3 6 | 6 2      | 6 1 |            |
| 3. |           |                                                |     |          |     | nehrálo se |
| |           |                                                |     |          |     |            |
| |           |                                                |     |          |     |            |
| |           |                                                |     |          |     |            |
| |           |                                                |     |          |     |            |
| |           |                                                |     |          |     |            |

## Zápas o 3. místo
Druhé týmy bloků sehrály zápas o třetí a čtvrté místo.

### Kanada vs. Paraguay
| | Kanada | 0 :                                           | 2   | Paraguay |     |            |
| --- | ------ | --------------------------------------------- | --- | -------- | --- | ---------- |
| Graciosa Country Club, Curitiba, Brazílie 4. února 2012 antuka (venku) |        |                                               |     |          |     |            |
| \| \| \| \| 1. \| 2. \| 3. \| \| \| -- \| \| --------------------------------------------- \| --- \| --- \| --- \| ---------- \| \| 1. \| \| Marie-Ève Pelletierová Montserrat Gonzálezová \| 6 2 \| 3 6 \| 4 6 \| \| \| 2. \| \| Sharon Fichmanová Verónica Cepedeová Roygová \| 6 2 \| 2 6 \| 3 6 \| \| \| 3. \| \| \| \| \| \| nehrálo se \| \| \| \| \| \| \| \| \| \| \| \| \| \| \| \| \| \| \| \| \| \| \| \| \| \| \| \| \| \| \| \| \| \| \| \| \| \| \| \| \| |        |                                               |     |          |     |            |
| |        |                                               | 1.  | 2.       | 3.  |            |
| 1. |        | Marie-Ève Pelletierová Montserrat Gonzálezová | 6 2 | 3 6      | 4 6 |            |
| 2. |        | Sharon Fichmanová Verónica Cepedeová Roygová  | 6 2 | 2 6      | 3 6 |            |
| 3. |        |                                               |     |          |     | nehrálo se |
| |        |                                               |     |          |     |            |
| |        |                                               |     |          |     |            |
| |        |                                               |     |          |     |            |
| |        |                                               |     |          |     |            |
| |        |                                               |     |          |     |            |

## Zápasy o udržení
Čtvrté a páté týmy sehrály zápasy o udržení. Poražení sestoupily do Americké zóny II pro rok 2013.

### Peru vs. Bolívie
| | Peru | 2 :                                            | 0   | Bolívie |    |            |
| --- | ---- | ---------------------------------------------- | --- | ------- | -- | ---------- |
| Graciosa Country Club, Curitiba, Brazílie 4. února 2012 antuka (venku) |      |                                                |     |         |    |            |
| \| \| \| \| 1. \| 2. \| 3. \| \| \| -- \| \| ---------------------------------------------- \| --- \| --- \| -- \| ---------- \| \| 1. \| \| Patricia Iveth Kuová Floresová Nabila Farahová \| 6 0 \| 6 3 \| \| \| \| 2. \| \| Bianca Bottová Noelia Zeballosová \| 6 2 \| 6 2 \| \| \| \| 3. \| \| \| \| \| \| nehrálo se \| \| \| \| \| \| \| \| \| \| \| \| \| \| \| \| \| \| \| \| \| \| \| \| \| \| \| \| \| \| \| \| \| \| \| \| \| \| \| \| \| |      |                                                |     |         |    |            |
| |      |                                                | 1.  | 2.      | 3. |            |
| 1. |      | Patricia Iveth Kuová Floresová Nabila Farahová | 6 0 | 6 3     |    |            |
| 2. |      | Bianca Bottová Noelia Zeballosová              | 6 2 | 6 2     |    |            |
| 3. |      |                                                |     |         |    | nehrálo se |
| |      |                                                |     |         |    |            |
| |      |                                                |     |         |    |            |
| |      |                                                |     |         |    |            |
| |      |                                                |     |         |    |            |
| |      |                                                |     |         |    |            |

### Bahamy vs. Venezuela
| | Bahamy | 0 :                                          | 2   | Venezuela |    |            |
| --- | ------ | -------------------------------------------- | --- | --------- | -- | ---------- |
| Graciosa Country Club, Curitiba, Brazílie 4. února 2012 antuka (venku) |        |                                              |     |           |    |            |
| \| \| \| \| 1. \| 2. \| 3. \| \| \| -- \| \| -------------------------------------------- \| --- \| --- \| -- \| ---------- \| \| 1. \| \| Nikkita Fountainová Gabriela Pazová-Francová \| 2 6 \| 0 6 \| \| \| \| 2. \| \| Simone Prattová Andrea Gámizová \| 4 6 \| 2 6 \| \| \| \| 3. \| \| \| \| \| \| nehrálo se \| \| \| \| \| \| \| \| \| \| \| \| \| \| \| \| \| \| \| \| \| \| \| \| \| \| \| \| \| \| \| \| \| \| \| \| \| \| \| \| \| |        |                                              |     |           |    |            |
| |        |                                              | 1.  | 2.        | 3. |            |
| 1. |        | Nikkita Fountainová Gabriela Pazová-Francová | 2 6 | 0 6       |    |            |
| 2. |        | Simone Prattová Andrea Gámizová              | 4 6 | 2 6       |    |            |
| 3. |        |                                              |     |           |    | nehrálo se |
| |        |                                              |     |           |    |            |
| |        |                                              |     |           |    |            |
| |        |                                              |     |           |    |            |
| |        |                                              |     |           |    |            |
| |        |                                              |     |           |    |            |

## Konečné pořadí
| Pořadí   | Tým       |
| -------- | --------- |
| Postup   | Argentina |
| 2. místo | Kolumbie  |
| 3. místo | Paraguay  |
| 4. místo | Kanada    |
| 5. místo | Brazílie  |
| 6. místo | Peru      |
| 6. místo | Venezuela |
| Sestup   | Bolívie   |
| Sestup   | Bahamy    |

- Argentina postoupila do baráže Světové skupiny II pro rok 2013.
- Bahamy a Bolívie sestoupily do 2. skupiny Americké zóny pro rok 2013.